# Frank Billings Kellogg
Frank Billings Kellogg (ur. 22 grudnia 1856 w Potsdam, Nowy Jork, zm. 21 grudnia 1937 w Saint Paul, Minnesota) – amerykański polityk, dyplomata, sekretarz stanu. Kellogg jest twórcą paktu Brianda-Kellogga, w którym określa się agresję wojenną jako sprzeczną z prawem międzynarodowym. Właśnie za to osiągnięcie został laureatem pokojowej nagrody Nobla za rok 1929.
Był z wykształcenia prawnikiem. Z ramienia Partii Republikańskiej zasiadał w Senacie w latach 1917–1923, a w administracji Calvina Coolidge’a sprawował funkcję sekretarza stanu (1925–1929). Wcześniej był ambasadorem w Wielkiej Brytanii (1923–1925). Później zasiadał w Stałym Trybunale Sprawiedliwości Międzynarodowej w Hadze (1930–1935).
W czasie sprawowania przez Kellogga urzędu sekretarza stanu USA zawarły 16 traktatów arbitrażowych z innymi państwami.
W 1880 został przyjęty do masońskiej „Rochester Lodge” No 21 w Nowym Jorku.